# Misty in Roots
Misty in Roots je angleška roots rock reggae skupina. Skupina je nastala leta 1974 v Southallu, grofija Middlesex, Anglija ob podpori jamajškega pevca Nickyja Thomasa. Do leta 1978 so Misty in Roots oblikovali svoj ortodoksni roots reggae slog. Skupina je izdala svoj prvi album Live at the Counter Eurovision leta 1979. Ta močan album, posnet v živo, spada v klasične izdelke te glasbene zvrsti. Na radiu je album približal belopoltemu poslušalstvu DJ John Peel. V začetni fazi je imela skupina pet pevcev in več glasbenikov. Nato so ostali le trije člani. Poleg skupin Steel Pulse in Aswad so bili Misty in Roots v poznih 1970. ena najbolj priljubljenih angleških reggae skupin.
Leta 1979 so pripadniki enote SPG londonske policije močno pretepli in poškodovali člana skupine Clarencea Bakerja med protestom v Southallu proti hujskanju Nacionalne fronte. Punk-reggae skupina The Ruts, ki je sodelovala s People Unite, mu je na svojem albumu The Crack posvetila pesem »Jah Wars«.
Skupina je nastopila tudi v Ljubljani in založba ŠKUC-ROPOT je izdala kaseto.
Dosedanji in sedanji člani skupine so:
- Dennis Augustine,
- Delford »Tawanda« Briscoe,
- Joseph »Tunga« Charles,
- Lawrence »Kaziwayi« Crossfield, (od 1983)
- Niles Hallstone,
- Anthony »Tsungi« Henry,
- Delbert McKay,
- Winstone Rose,
- Chesley Samson, (do 1983)
- Walfor »Poko« Tyson,
- Delvin »Duxie« Tyson.

## Diskografija
- Live At The Counter Eurovision 79 /People Unite, Kaz Records 1979
- Wise & Foolish /People Unite, Kaz Records 1981
- Earth /People Unite, Kaz Records 1983
- Musi-O-Tunya /People Unite, Kaz Records 1985
- Forward /Kaz Records 1989
- Chronicles /Kaz Records 1994
- The John Peel Sessions - Live at BBC /Strange Fruit 1995
- Jah Sees Jah Knows /Recall, Snapper Music 1997
- Roots Controller /Real World, Virgin 2002